# 84-86 (musikalbum)
84-86: 20-årsjubileums-versionen är en dubbel-cd utgiven 2004 i genren Industrial av bandet KMFDM. Med 27 låtar samlade från 1984 till 1986 och några tidigare outgivna.

## Låtlista

### CD 1
1. Get It
2. Disgusting Discovery
3. Preisraetsel
4. Don't Get Your (aldrig utgiven "officiell" version)
5. Attention
6. Moon
7. Add
8. #1 (Ichiban)
9. TV-TV (aldrig utgiven "officiell" version)
10. Too Much
11. East German American Killed
12. Fleisch Sehen
13. I Can Absolutely Not (aldrig utgiven "officiell" version)
14. Bewitched
15. Indo (aldrig utgiven "officiell" version)
16. Turn

### CD 2
1. Laminated Love
2. To Sascha
3. O.T.
4. Links In Die Ecke (aldrig tidigare utgiven)
5. Bad Turn (aldrig tidigare utgiven)
6. Very Bad Boys (aldrig tidigare utgiven)
7. TV-TV [Kopfschmerz variante] (aldrig utgiven "officiell" version)
8. Preisraetsel [Wuerstchen Mix]
9. Schnell Raus - kartoffein (aldrig tidigare utgiven)
10. Big Shit [Live i "klecks" Oktober 1985] (aldrig tidigare utgiven)
11. Liquid Pigs Under Pressure [Live i "schwarzer Saal", Hannover Maj 1984] (aldrig tidigare utgiven)